# Tegat Davis
Tegat Davis (Montego Bay, Jamaica, 13 de julio de 1962) es un exfutbolista y entrenador de fútbol de Jamaica que jugaba en la posición de delantero.

## Carrera

### Club
| Periodo   | Club                        |
| --------- | --------------------------- |
| 1981-1982 | Arnett Gardens              |
| 1982–1986 | Seba United                 |
| 1986–1990 | Maccabi Netanya             |
| 1989-1990 | → Beitar Jerusalem (cedido) |
| 1990–2003 | Seba United                 |

### Selección nacional
Debutó con Jamaica el 17 de febrero de 1983 en la derrota por 0-1 ante Cuba en Montego Bay por la clasificación a los Juegos Olímpicos de Los Ángeles 1984, pero su primer partido oficial reconocido por FIFA fue el 13 de marzo de 1985 en el empate 1-1 ante Canadá en un partido amistoso jugado en Montego Bay y sus dos primeros goles con la selección nacional los anotó el 23 de mayo de 1991 en la victoria por 6-1 sobre Guyana en Kingston por la Copa del Caribe de 1991. Su último partido internacional lo jugó el 18 de mayo de 1997 en la victoria por 1-0 sobre El Salvador en Kingston por la clasificación de Concacaf para la Copa Mundial de Fútbol de 1998. Jugó 61 partidos internacionales y anotó 14 goles.

### Entrenador
| Periodo   | Club               |
| --------- | ------------------ |
| 2010–2012 | Arnett Gardens     |
| 2016      | Montego Bay United |
| 2017-2018 | Mount Pleasant FA  |
| 2019-2021 | Mount Pleasant FA  |
| 2021-2023 | Arnett Gardens     |

## Logros

### Jugador
- Copa del Caribe: 1991

### Entrenador
- Jamaica Premier League: 2015–16[12]

### Individual
- Goleador de la Copa del Caribe de 1991 (5 goles).[13]
- Mejor jugador de la Copa del Caribe de 1991.